# Политичка фабрика
Политичка фабрика термин за фабрику коју су смислили и реализовали политичари при чему није вођено рачуна о економским законима који важе у производњи. Политичке фабрике су врло брзо постајале „губиташи“ и нестајале су прве још у доба социјализма. Термин настао, код нас, вероватно педестих година двадесетог века. 
Југославија је пре Другог светског рата била пољопривредна земља у проценту од 75%. Руководство комунистичке партије је после рата од, додатно ратом, уништене земље желело да направи државу у којој индустрија доминира. У жељи, често и незнању, да се то деси, прављене су крупне грешке. Битан елеменат за настанак политичких фабрика су били и локалпатритизми и жеља појединих високих руководилаца да „свом крају“ оставе споменик за собом у виду фабрике.
Привредном реформом из 1965. може се рећи да је генерално „стављена тачка“ на политичке фабрике као масовнију појаву.
Политичке фабрике су настајале а потом постајале политичке на следећим принципима:
- Фабрика која се бави обрадом метала (нпр. ваљаоница) се гради на стотине километара од рудника иако је сировина тешка и превоз скуп.
- У виногорском крају се прави рудник чија је профитабилност сумњива али се зато уништавају хектари винограда.
- Приступа се изградњи рудника при чему је неко у старту фалсификовао резултате о проценту руде у руднику на пробним узорцима
- Гради се фабрика високе технологије, а у месту нема ни средње школе, а најближи факултет је на стотине километара далеко.

Особина политичких фабрика је била да запошљавају велики број радника, да производе губитке и да држава стално мора финансијски да интервенише да фабрика не би отишла под стечај. 

## Употреба термина у популарној култури
Овај термин успјешно је описан у ТВ серији "Топ листа надреалиста", телевизије Сарајево:
- У једном скечу, надреалисти нас враћају у 1972. годину и наводни прилог дневника о отварању фабрике за прераду морске соли у Дрвару, полагање камена темељца за ново бродоградилишта у Бугојну (бродови ће се до Јадрана превозити преко Купреса специјалним камионима увезеним из Шведске) и новој фабрици у Млинима за производњу ауспуха за далеководе која запошљава 640.000 радника .
- У једном од наредних скечева наводни прилог дневника говори о Фабрици за производњи „ништа" у Ниодаклевцима (измишљена локација). Главне сировине за производњу "ништа" су: "нема-ничега" и "ђе-ба-оно-нестало" која се увози из Холандије. И ова фабрика је отворена 1972. године .